# Akaa
Akaa és una ciutat de Pirkanmaa fundada l'1 de gener de 2007, a conseqüència de la unió de la vila de Toijala i el poble de Viiala. Té 13.759 habitants (2007) i una densitat de població de 119,6 habitants por km².